# Gordien (saint)
Pour les articles homonymes, voir Gordianus et Gordien.
Saint Gordien (en latin : Gordianus) est un martyr romain, mort en 362 pendant le règne de l'empereur  Julien. Sa fête est le 10 mai pour l'Église catholique et l'Église arménienne, et les 9 mai et 31 octobre pour l'Église orthodoxe. Gordien est cité souvent avec Épimaque (Epimachus), à côté duquel il a été enterré.

## Hagiographie

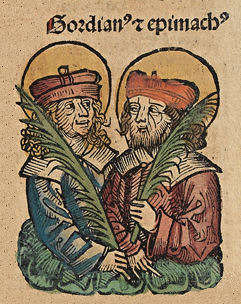
Illustration de Saint Gordien et Saint Épimaque extraite de la Chronique de Nuremberg

Gordien était un juge romain, d'après son nom peut-être originaire de Gordium, la capitale de l'ancienne Phrygie. Quand il veut obliger  Janvier de Bénévent de faire les sacrifices usuels, celui-ci le convertit, avec sa femme et de nombres autres membres de sa famille. Mis en accusation devant son successeur, ou peut-être le préfet de la ville Apronianus, il est torturé et finalement décapité. Son corps est emporté par les Chrétiens et déposé dans une crypte sur la Voie Latine à côté du corps de  saint Épimaque, enterré peu de temps avant. Les deux saints ont donné leur nom au cimetière, et ont depuis toujours été vénérés en commun par l'Église catholique. 
Selon la Légende dorée, les reliques de Gordien et d'Épimaque ont été transférées par Hildegarde de Vintzgau, l'épouse de Charlemagne, à l'abbaye de Kempten où elles sont encore vénérées. Selon d'autres sources, les restes de Gordien ont été transférés au cimetière Saint-Cyriaque où elles sont restées jusqu'au XVIIe siècle quand un frère augustin les donne, vers 1670, à Christopher Anderson de  la Compagnie de Jésus. Les restes sont transférées au collège des Jésuites de Saint-Omer, puis, après leur expulsion, suivent le  déplacement au Stonyhurst College où elles sont placés dans une châsse sous l'autel de la chapelle de sodalité mariale. Ses ossements ont été déplacés temporairement en 2006 lors d'une restauration de la chapelle mais l'ont réintégré depuis.

## Vénération

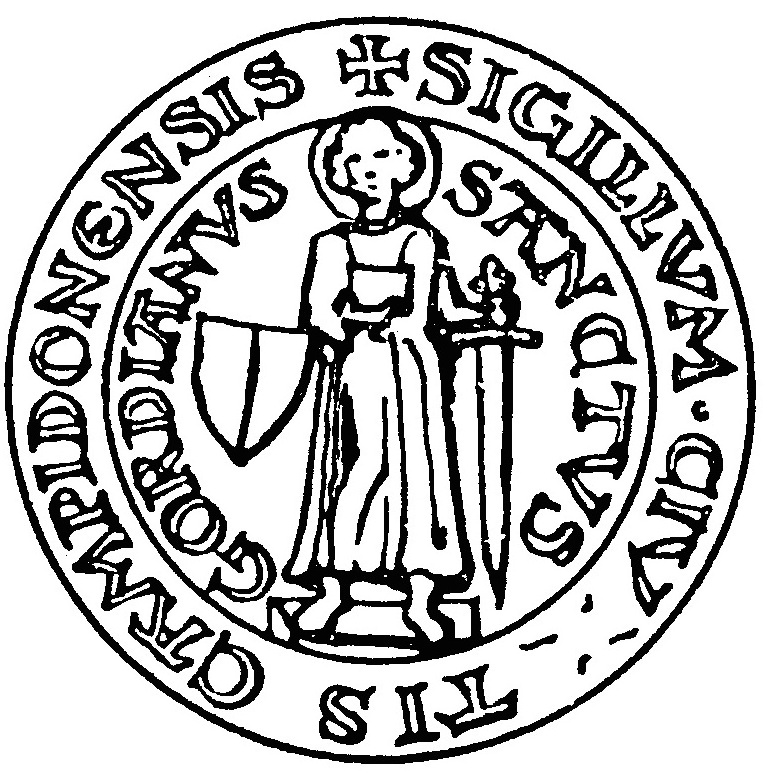
Sceau de la ville de Kempten portant le nom de Gordianus.

Ses attributs sont une armure, une épée (de décapitation), et la palme (de martyre).
Une église dédiée à saint Gordien existe à Saint-Paul-d'Oueil. De nombreuses églises sont dédiées aux deux saints Gordien et Épimaque. Gordien est le patron de la ville d'Empire de Kempten, et figure dans un sceau de la ville. De nombreux citoyens ont porté ce prénom, comme le maire Gordian Seuter (de) qui a négocié en 1525 le « grand achat » par lequel la ville obtient du prince-abbé l'ensemble des droits de souveraineté qui lui manquent encore. 

## Autres saints de même nom
Il existe deux autres Gordianus martyrisés, 
- le premier avec deux compagnons, est fêté le 17 septembre (Acta Sanctorum, XLV, 483)
- un autre, commémoré le  13 septembre, a subi le martyre avec plusieurs compagnons à Pontus ou Galatia (Acta Sanctorum, XLIV, 55).